# Mont Saint-Louis
Mont Saint-Louis är ett berg i Kanada.   Det ligger i provinsen Québec, i den sydöstra delen av landet, 180 km nordost om huvudstaden Ottawa. Toppen på Mont Saint-Louis är 403 meter över havet, eller 182 meter över den omgivande terrängen. Bredden vid basen är 2,4 km. Mont Saint-Louis ligger vid sjön Lac Ayotte.
Terrängen runt Mont Saint-Louis är huvudsakligen platt, men västerut är den kuperad. Runt Mont Saint-Louis är det ganska glesbefolkat, med 34 invånare per kvadratkilometer.. Närmaste större samhälle är Saint-Félix-de-Valois, 15,0 km öster om Mont Saint-Louis. 
I omgivningarna runt Mont Saint-Louis växer i huvudsak blandskog.